# 初代総選挙 (大韓民国)
初代総選挙（しょだいそうせんきょ）は、アメリカ合衆国とソビエト連邦によって分割占領された朝鮮のうち、在朝鮮アメリカ陸軍司令部軍政庁統治下の南朝鮮単独で行われた韓国国会議員の総選挙。制憲議会選挙（せいけんぎかいせんきょ）とも別称される。なお、韓国では選挙の回数を、第○回では無く、第○代として表記するので、本稿でもそれに沿って記述する。
この選挙は国際連合から派遣された国連臨時朝鮮委員会（UNTCOK）が監視する中、朝鮮独立問題を解決するため1948年5月10日に実施された。（選挙実施に至る経緯については連合軍軍政期 (朝鮮史)を参照のこと。）選挙で選出された議員は制憲議会を開催し、独立国家の国名決定や大韓民国憲法の制定、及び大統領の選出といった大韓民国の独立に必要な各種準備を進めていった。

## 選挙をめぐる情勢
信託統治問題をめぐって第2次米ソ共同委員会が決裂（1947年10月20日）すると、米国は朝鮮独立問題を国連に移管し、「国連の監視下で南北朝鮮総選挙を実施すると共に、国会による政府樹立を監視する国連臨時朝鮮委員団を朝鮮に派遣する」という提案を国連総会に上程し、11月14日に賛成43票、反対9票、棄権6票で可決された。
これを受けて国連臨時朝鮮委員団（UNTCOK）は、翌1948年1月に南朝鮮入りし、李承晩や金九など有力政治指導者との会談 などを行なった。単独選挙に反対の意思を示していた北朝鮮は国連朝鮮委員団の来訪を拒否した。国連では国連小総会における臨時朝鮮委員団の報告（1948年2月20日）を受けて、国連臨時朝鮮委員団が「任務遂行可能な地域」（南朝鮮）での単独選挙実施案が2月26日の国連小総会で賛成31票・反対2票、棄権11票の賛成多数で可決された。これを受けて、5月10日に国連臨時朝鮮委員団の監視下で総選挙が実施されることが決定した。
選挙前、分断の固定化に繋がるとして南単独で総選挙を行なうことに反対する運動が全国各地で起こり、左右合作運動や南北協商を進めていた勢力は選挙に参加しなかった。これに対し米軍政庁は特別戒厳令を宣布し、反対運動を武力で抑えるなど、緊迫した状況の中で選挙が行なわれ、全土で発生したテロで600人が命を落とした（済州道では単独選挙に反対した島民や武装蜂起したゲリラを鎮圧した済州島四・三事件が発生したため、選挙は翌1949年に実施された）。

## 基礎データ
- 選挙権者：満21歳以上の国民
- 被選挙権者：満25歳以上の国民
- 選挙人数：7,840,871名
- 議員定数：200議席（選出議員は198人[1]）
- 議員の任期：2年
- 選挙制度：完全小選挙区制
- 立候補者数：948名

出所：『大韓民國選擧史』1964年、第1節「國會議員選擧와 그制度」（国会議員選挙とその制度）1．制憲國會議員選擧와 그制度（制憲国会議員選挙とその制度）75～77頁、1．「制憲國會議員選擧와 그結果」（制憲国会議員選挙とその結果）386頁。

## 選挙結果

投票率

- 投票日：1948年5月10日
- 投票率：95.5%

有権者数：8,132,517名（うち選挙人名簿登録者7,487,649名）
有効票：7,216,942票
| 党派                   | 得票数    | 得票率 | 議席数 | 占有率 |
| ---------------------- | --------- | ------ | ------ | ------ |
| 無所属                 | 2,745,483 | 38.1   | 85     | 42.5   |
| 大韓独立促成国民会     | 1,775,543 | 24.6   | 55     | 27.5   |
| 韓国民主党             | 916,322   | 14.5   | 29     | 12.7   |
| 大同青年団             | 655,653   | 9.1    | 12     | 6.0    |
| 朝鮮民族青年団         | 151,043   | 2.1    | 6      | 3.0    |
| 大韓労働総連盟         | 106,629   | 1.5    | 1      | 0.5    |
| 大韓独立促成農民総連盟 | 52,512    | 0.7    | 2      | 1.0    |
| 諸派                   | 813,757   | 11.2   | 10     | 5.0    |
| 合計                   | 7,216,942 |        | 200    |        |

出所：金浩鎮『韓国政治の研究』李健雨訳、三一書房、235頁の"<表8-1>第1・2代国会議員総選挙"を参考にして作成した。得票数・率については中央選擧管理委員會編『大韓民國選擧史』（中央選擧管理委員會、1964年）387頁の別表4「政黨・團體別 當選者比率 및 得票數比率 比較狀況」より。

### 解説
左派や中間派がボイコットした結果、右派勢力が圧倒的多数を占める結果となった。しかし、李承晩系の独立促成国民会や地主有産階級の韓民党はふるわず、改革志向の無所属候補が多数当選し、院内における多数派となった。

## 制憲国会の発足と大統領選挙

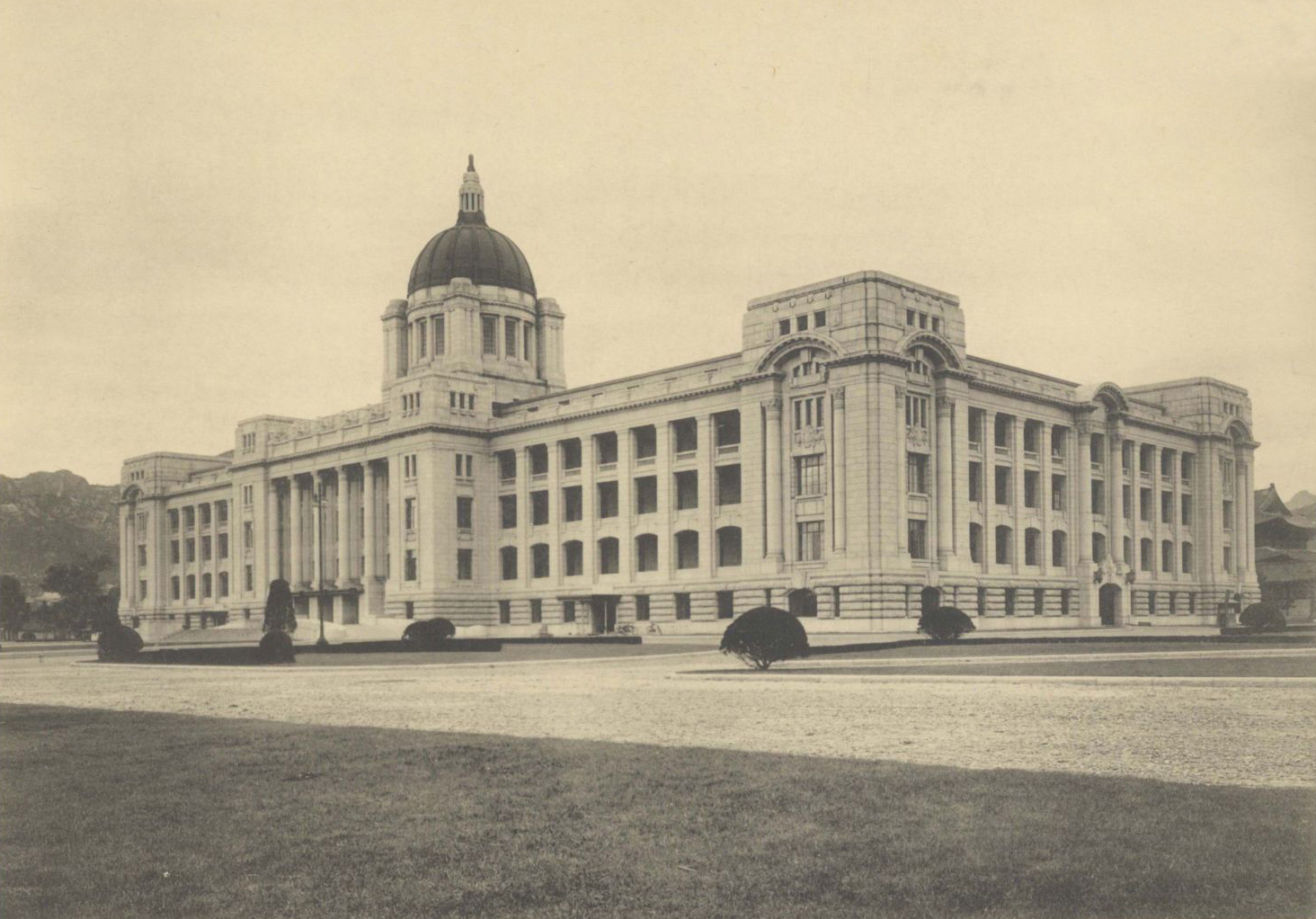
制憲国会が行われた旧朝鮮総督府庁舎（現在は解体されて現存しない）

総選挙後の5月31日に制憲国会が開会、議長に李承晩、副議長に申翼熙が選出された。日本による植民地支配から解放された8月15日に政府樹立を宣言する必要性から、7月12日に大統領中心制を基礎に内閣責任制を部分的に取り入れた憲法草案が国会を通過、7月17日に交付され、同日から大韓民国憲法は発効された。続いて7月20日に国会議員による正副大統領選挙が行なわれ、大統領に李承晩、副大統領に李始榮が、それぞれ当選した（就任は7月24日）。
正副大統領選挙（7月20日）の結果
| 当落 | 候補者 | 得票数 | 得票率 |
| ---- | ------ | ------ | ------ |
| 当選 | 李承晩 | 180    | 91.8   |
|      | 金九   | 13     | 6.6    |
|      | 安在鴻 | 2      | 1.0    |
|      | 徐載弼 | 1      | 0.5    |
| 合計 | 合計   | 195    |        |

出所：金浩鎮『韓国政治の研究』李健雨訳、三一書房、243頁の"<別添表3>歴代大統領選挙"を参考にして作成した。
| 候補者 | 得票数 | 得票率 |
| ------ | ------ | ------ |
| 李始榮 | 133    | 67.5   |
| 金九   | 62     | 31.5   |
| 李亀洙 | 1      | 1.0    |
| 無効票 | 1      | 1.0    |
| 合計   | 197    |        |

出所：中央選擧管理委員會編『大韓民國選擧史』（中央選擧管理委員會、1964年）470頁、表「副統領候補者別 得票状況」。

## 当選議員
大韓独立促成国民会   韓国民主党   大同青年団   朝鮮民族青年団   朝鮮民主党   大韓独立促成全国労働総同盟   大韓独立促成農民総同盟   韓国独立党   檀民党   大成会   伝道会   教育協会   民族統一本部   朝鮮共和党   釜山15倶楽部   無所属 
| ソウル特別自由市 | 鐘路区甲   | 李允栄     | 鐘路区乙   | 張勉       | 中区     | 尹致暎 | 龍山区   | 金東元 | 城東区   | 李青天 |
| ソウル特別自由市 | 東大門区甲 | 李承晩     | 東大門区乙 | 李栄俊     | 西大門区 | 金度演 | 麻浦区   | 金相敦 | 永登浦区 | 尹在旭 |
| 京畿道           | 仁川府甲   | 郭尚勲     | 仁川府乙   | 曺奉岩     | 開城府   | 李聖得 | 水原郡甲 | 洪吉善 | 水原郡乙 | 金雄鎮 |
| 京畿道           | 高陽郡甲   | 徐成達     | 高陽郡乙   | 崔国鉉     | 広州郡   | 申翼熙 | 楊州郡甲 | 金徳烈 | 楊州郡乙 | 李鎮洙 |
| 京畿道           | 抱川郡     | 徐廷禧     | 加平郡     | 洪翼杓     | 楊平郡   | 柳来琬 | 驪州郡   | 元容漢 | 利川郡   | 宋昌植 |
| 京畿道           | 龍仁郡     | 閔庚植     | 安城郡     | 金英基     | 平沢郡   | 崔錫和 | 始興郡   | 李載灐 | 富川郡   | 李裕善 |
| 京畿道           | 金浦郡     | 鄭濬       | 江華郡     | 尹在根     | 坡州郡   | 金雄権 | 長湍郡   | 趙重顕 | 開豊郡   | 申光均 |
| 京畿道           | 延白郡甲   | 金庚培     | 延白郡乙   | 申鉉謀     | 甕津郡甲 | 呉沢寛 | 甕津郡乙 | 金仁湜 |          |        |
| 江原道           | 春川府     | 崔圭鈺     | 春城郡     | 李鍾淳     | 原州郡   | 洪範憙 | 江陵郡甲 | 元長吉 | 江陵郡乙 | 崔献吉 |
| 江原道           | 洪川郡     | 李在鶴     | 横城郡     | 元容均     | 寧越郡   | 張基永 | 平昌郡   | 黄虎鉉 | 旌善郡   | 崔泰奎 |
| 江原道           | 三陟郡     | 金振九     | 蔚珍郡     | 金光俊     |          |        |          |        |          |        |
| 忠清北道         | 清州府     | 朴己云     | 清原郡甲   | 洪淳玉     | 清原郡乙 | 李万根 | 報恩郡   | 金教賢 | 沃川郡   | 鄭求参 |
| 忠清北道         | 永同郡     | 朴愚京     | 鎮川郡     | 宋必満     | 槐山郡   | 延秉昊 | 陰城郡   | 李宜相 | 忠州郡   | 金基喆 |
| 忠清北道         | 堤川郡     | 柳鴻烈     | 丹陽郡     | 趙鐘勝     |          |        |          |        |          |        |
| 忠清南道         | 大田府     | 成楽緒     | 大徳郡     | 宋鎮百     | 燕岐郡   | 陳憲植 | 公州郡甲 | 金明東 | 公州郡乙 | 申邦鉉 |
| 忠清南道         | 論山郡甲   | 兪鎮洪     | 論山郡乙   | 崔雲教     | 扶余郡甲 | 南宮炫 | 扶余郡乙 | 金銕洙 | 舒川郡   | 李勲求 |
| 忠清南道         | 保寧郡     | 林奭奎     | 青陽郡     | 李鍾根     | 洪城郡   | 孫在学 | 礼山郡   | 尹炳求 | 瑞山郡甲 | 李鐘麟 |
| 忠清南道         | 瑞山郡乙   | 金東準     | 唐津郡     | 金用在     | 牙山郡   | 徐容吉 | 天安郡   | 李炳国 |          |        |
| 全羅北道         | 全州府     | 申性均     | 群山府     | 尹錫亀     | 裡里府   | 裵憲   | 完州郡甲 | 柳俊相 | 完州郡乙 | 李錫柱 |
| 全羅北道         | 鎮安郡     | 呉基烈     | 錦山郡     | 鄭海駿     | 茂朱郡   | 申鉉燉 | 長水郡   | 金奉斗 | 任実郡   | 晋直鉉 |
| 全羅北道         | 南原郡     | 李珵器     | 淳昌郡     | 盧鎰煥     | 井邑郡甲 | 羅容均 | 井邑郡乙 | 金鍾文 | 高敞郡甲 | 金永東 |
| 全羅北道         | 高敞郡乙   | 白寛洙     | 扶安郡     | 趙在勉     | 金堤郡甲 | 趙漢栢 | 金堤郡乙 | 洪熺種 | 沃溝郡   | 李要漢 |
| 全羅北道         | 益山郡甲   | 白亨南     | 益山郡乙   | 李文源     |          |        |          |        |          |        |
| 全羅南道         | 光州府     | 鄭光好     | 木浦府     | 李南圭     | 麗水郡甲 | 金汶枰 | 麗水郡乙 | 黄炳珪 | 順天郡甲 | 黄斗淵 |
| 全羅南道         | 順天郡乙   | 趙玉鉉     | 光山郡     | 朴鐘南     | 潭陽郡   | 鄭均植 | 谷城郡   | 徐禹錫 | 求礼郡   | 金鍾善 |
| 全羅南道         | 光陽郡     | 金沃周     | 高興郡甲   | 呉錫柱     | 高興郡乙 | 柳聖甲 | 宝城郡   | 李晶来 | 和順郡   | 曺国鉉 |
| 全羅南道         | 長興郡     | 金仲基     | 康津郡     | 車庚模     | 海南郡甲 | 宋鳳海 | 海南郡乙 | 李聖学 | 霊岩郡   | 金俊淵 |
| 全羅南道         | 務安郡甲   | 金用鉉     | 務安郡乙   | 張洪琰     | 羅州郡甲 | 李恒発 | 羅州郡乙 | 金尚鎬 | 咸平郡   | 李成佑 |
| 全羅南道         | 霊光郡     | 曺泳珪     | 長城郡     | 金相舜     | 莞島郡   | 金長烈 | 珍島郡   | 金秉会 |          |        |
| 慶尚北道         | 大邱府甲   | 崔允東     | 大邱府乙   | 徐相日     | 大邱府丙 | 白南埰 | 達城郡   | 金禹植 | 軍威郡   | 朴峻   |
| 慶尚北道         | 義城郡甲   | 丁又一     | 義城郡乙   | 権炳魯     | 安東郡甲 | 金翼基 | 安東郡乙 | 鄭顕模 | 青松郡   | 金鳳祚 |
| 慶尚北道         | 英陽郡     | 趙憲泳     | 盈徳郡     | 呉宅烈     | 迎日郡甲 | 朴順碩 | 迎日郡乙 | 金益魯 | 慶州郡甲 | 金喆   |
| 慶尚北道         | 慶州郡乙   | 李錫       | 永川郡甲   | 鄭島栄     | 永川郡乙 | 李範教 | 慶山郡   | 朴海禎 | 清道郡   | 朴鐘煥 |
| 慶尚北道         | 高霊郡     | 金尚徳     | 星州郡     | 李浩錫     | 漆谷郡   | 張炳晩 | 金泉郡甲 | 権泰羲 | 金泉郡乙 | 李炳瓘 |
| 慶尚北道         | 善山郡     | 陸洪均     | 尚州郡甲   | 韓巌回     | 尚州郡乙 | 銭鎮漢 | 聞慶郡   | 趙炳漢 | 醴泉郡   | 朴湘永 |
| 慶尚北道         | 栄州郡     | 崔錫洪     | 奉化郡     | 裵重赫     | 鬱陵島   | 徐二煥 |          |        |          |        |
| 慶尚南道         | 釜山府甲   | 文時煥     | 釜山府乙   | 許政       | 釜山府丙 | 韓錫範 | 釜山府丁 | 朴瓚鉉 | 馬山府   | 権泰郁 |
| 慶尚南道         | 晋州府     | 李康雨     | 晋陽郡     | 黄潤鎬     | 宜寧郡   | 安駿相 | 咸安郡   | 姜旭中 | 昌寧郡   | 具中会 |
| 慶尚南道         | 密陽郡甲   | 李周衡     | 密陽郡乙   | 朴海克     | 梁山郡   | 鄭鎮瑾 | 蔚山郡甲 | 崔奉植 | 蔚山郡乙 | 金寿善 |
| 慶尚南道         | 東萊郡     | 金若水     | 金海郡甲   | 辛相学     | 金海郡乙 | 曺奎甲 | 昌原郡甲 | 金泰洙 | 昌原郡乙 | 朱基瑢 |
| 慶尚南道         | 統営郡甲   | 金載学     | 統営郡乙   | 徐淳永     | 固城郡   | 李亀洙 | 泗川郡   | 崔凡述 | 南海郡   | 朴允源 |
| 慶尚南道         | 河東郡     | 姜達秀     | 山清郡     | 姜己文     | 咸陽郡   | 金景道 | 居昌郡   | 表鉉台 | 陜川郡甲 | 李源弘 |
| 慶尚南道         | 陜川郡乙   | 金孝錫     |            |            |          |        |          |        |          |        |
| 済州道           | 北済州郡甲 | （未選出） | 北済州郡乙 | （未選出） | 南済州郡 | 呉龍国 |          |        |          |        |

### 補欠選挙
| 年   | 日付  | 選挙区           | 当選者 | 当選政党           | 欠員       | 欠員政党           | 欠員事由                       |
| ---- | ----- | ---------------- | ------ | ------------------ | ---------- | ------------------ | ------------------------------ |
| 1948 | 10.30 | ソウル東大門区甲 | 洪性夏 | 韓国民主党         | 李承晩     | 大韓独立促成国民会 | 大統領に当選                   |
| 1949 | 1.13  | 全羅南道木浦府   | 姜善明 | 無所属             | 李南圭     | 大韓独立促成国民会 | 全羅南道知事に指名             |
| 1949 | 1.13  | 全羅北道茂朱郡   | 金教中 | 大同青年団         | 申鉉燉     | 大韓独立促成国民会 | 全羅北道知事に指名             |
| 1949 | 1.13  | 慶尚北道安東郡乙 | 任永信 | 大韓女子国民党     | 鄭顕模     | 無所属             | 慶尚北道知事に指名             |
| 1949 | 1.13  | 慶尚南道釜山府甲 | 許永鎬 | 無所属             | 文時煥     | 朝鮮民族青年団     | 慶尚南道知事に指名             |
| 1949 | 3.30  | 慶尚南道陜川郡乙 | 崔昌燮 | 無所属             | 金孝錫     | 大韓独立促成国民会 | 内務部長官に指名               |
| 1949 | 3.30  | ソウル鐘路区乙   | 李仁   | 無所属             | 張勉       | 無所属             | 駐米大使に就任                 |
| 1949 | 5.10  | 済州道北済州郡甲 | 洪淳寧 | 大韓独立促成国民会 | （未選出） | （未選出）         | 済州島4・3事件により選出できず |
| 1949 | 5.10  | 済州道北済州郡乙 | 梁秉直 | 大韓青年団         | （未選出） | （未選出）         | 済州島4・3事件により選出できず |
| 1949 | 6.10  | 忠清南道天安郡   | 金鏞化 | 無所属             | 李炳国     | 大韓独立促成国民会 | 死去                           |
| 1949 | 7.23  | 忠清南道天安郡   | 李相敦 | 民主国民党         | 金鏞化     | 無所属             | 当選無効                       |